# Nationale Zahlungsagentur am Landwirtschaftsministerium Litauens

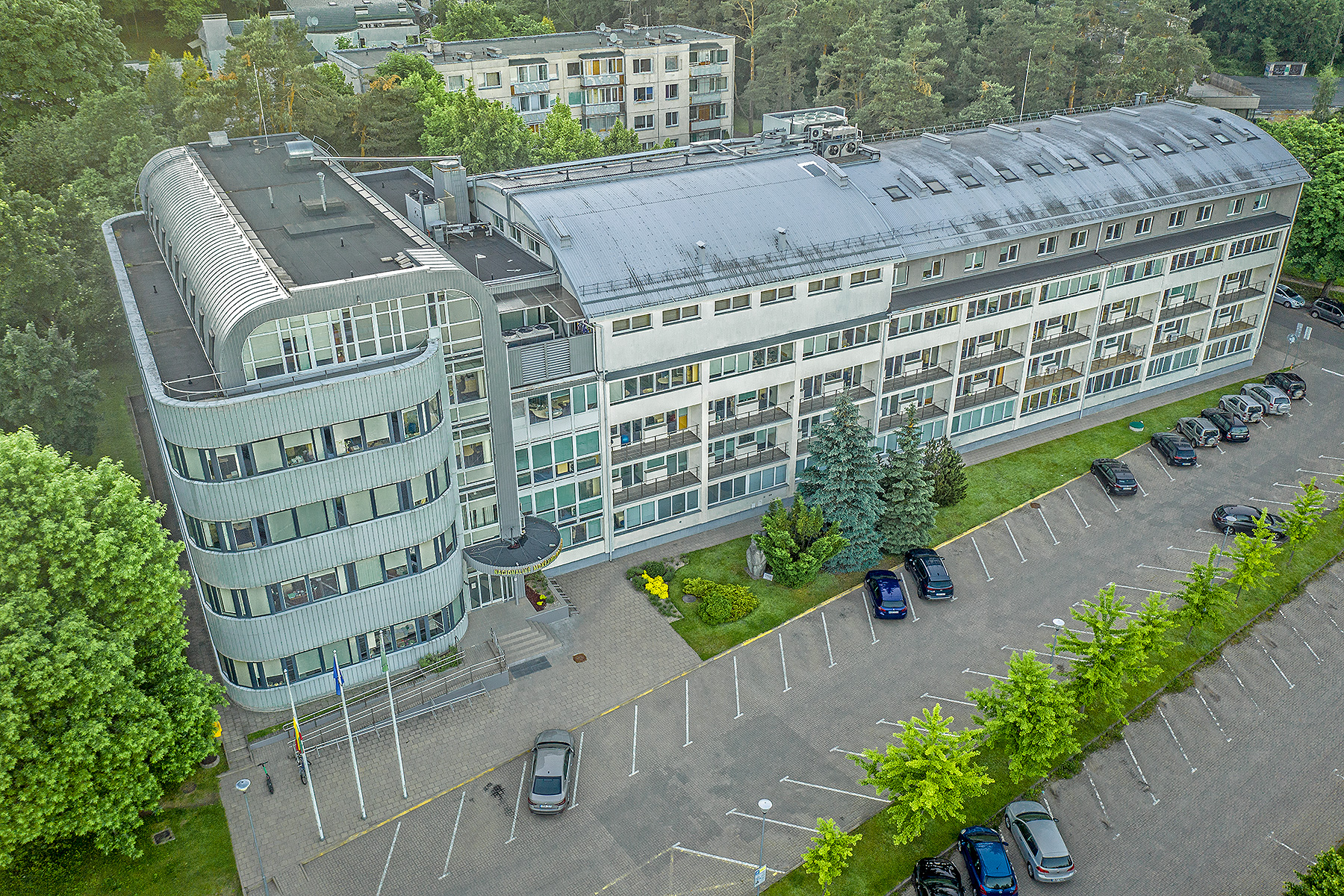
Zentrale Dienststelle

Die Nationale Zahlungsagentur am Landwirtschaftsministerium Litauens (lit. Nacionalinė mokėjimo agentūra prie Žemės ūkio ministerijos) ist eine staatliche Institution in Litauen. Sie untersteht dem Landwirtschaftsministerium Litauens und verwaltet die der EU-Unterstützung für die Landwirtschaft und die ländliche Entwicklung (SAPARD etc.). Sie hat die Zahlungsdurchführungs- und Recovery-Steuerfunktionen.

## Leitung
- 2000–2003: Evaldas Zigmas Čijauskas
- 2003–2005: Valentinas Miltienis
- Seit 2005: Saulius Silickas (* 1975)[1]

## Quelle
1. ↑  Saulius Silickas (NMA informacija)